# Gullane Entertainment
Gullane Entertainment — британская компания, производящая телепрограммы для детей. В 2001 году купила за 45 млн фунтов стерлингов права на книгу рекордов Гиннесса, поскольку руководство компании Guinness решило что книга не соответствует центральной идее бренда. В 2002 году компания была поглощена HIT Entertainment, а права на Книгу рекордов в 2006 году были проданы канадскому конгломерату Jim Pattison Group.
Основана в 1987 году под названием The Britt Allcroft Company (Компания Бритт Оллкрофт); Бритт Оллкрофт — британская писательница, продюсер и сценарист. Наиболее известным продуктом компании был мультсериал «Томас и его друзья». В 2000 году, после ухода Бритт Оллкрофт, название компании было изменено на Gullane Entertainment. В июле 2002 года компания была куплена за 139 млн фунтов стерлингов другой британской компанией HIT Entertainment, в свою очередь, поглощённой в 2012 году Mattel Television.